# ジョン・R・レオネッティ
ジョン・R・レオネッティ（John Robert Leonetti A.S.C., 1956年7月4日 - ）は、アメリカ合衆国の撮影監督、映画監督。

## 来歴
カリフォルニア州出身。同じく撮影監督であるマシュー・F・レオネッティの弟。彼が初監督した『モータルコンバット2』（1997年）では兄マシューが撮影を担当した。
ジェームズ・ワン監督作品の撮影を多く手掛けている。
2003年より、全米撮影監督協会(A.S.C.)の会員。

## フィルモグラフィー

### 撮影
- ハリウッド・ナイトメア Tales from the Crypt (1989-1993) テレビドラマ、11話分
- チャイルド・プレイ3 Child's Play 3 (1991)
- ホット・ショット2 Hot Shots! Part Deux (1993)
- マスク The Mask (1994)
- ウォール・オブ・アッティカ/史上最大の刑務所暴動 Against The Wall (1994) テレビ映画
- バーニング・シーズン The Burning Season (1994) テレビ映画
- モータル・コンバット Mortal Kombat (1995)
- スパイ・ハード Spy Hard (1996)
- デトロイト・ロック・シティ Detroit Rock City (1999)
- 犯罪捜査官ネイビーファイル JAG (2000) テレビドラマ、4話分
- プロビデンス Providence (2000-2001) テレビドラマ、16話分
- スコーピオン・キング The Scorpion King (2002)
- ダンス・レボリューション Honey (2003)
- ヒラリー・ダフの ハート・オブ・ミュージック Raise Your Voice (2004)
- パーフェクト・マン ウソからはじまる運命の恋 The Perfect Man (2005)
- 怨霊の森 The Woods (2006)
- デッド・サイレンス Dead Silence (2007)
- 狼の死刑宣告 Death Sentence (2007)
- クリス・ヘムズワース CA$H Ca$h (2010)
- ピラニア3D Piranha 3D (2010)
- インシディアス Insidious (2011)
- ソウル・サーファー Soul Surfer (2011)
- THE RIVER 呪いの川 The River (2012) テレビドラマ、7話分
- 死霊館 The Conjuring (2013)
- インシディアス 第2章 Insidious: Chapter 2 (2013)

### 監督
- モータルコンバット2 Mortal Kombat: Annihilation (1997)
- バタフライ・エフェクト2 The Butterfly Effect 2 (2006)
- アナベル 死霊館の人形 Annabelle (2014)
- ウルフ・アット・ザ・ドア Wolves at the Door (2016)
- 7 WISH/セブン・ウィッシュ Wish Upon (2017)
- ザ・サイレンス 闇のハンター The Silence (2019)